# Bahnhof Frankfurt-Louisa
Der Bahnhof Frankfurt-Louisa ist ein Bahnhof am Streckenkilometer 3,7 der Bahnstrecke Frankfurt am Main–Heidelberg in Frankfurt am Main und ebenfalls ein Bahnhof (Frankfurt-Louisa S-Bahn) an der parallel verlaufenden S-Bahn-Strecke Frankfurt am Main Süd–Darmstadt der S-Bahn Rhein-Main.

## Geschichte

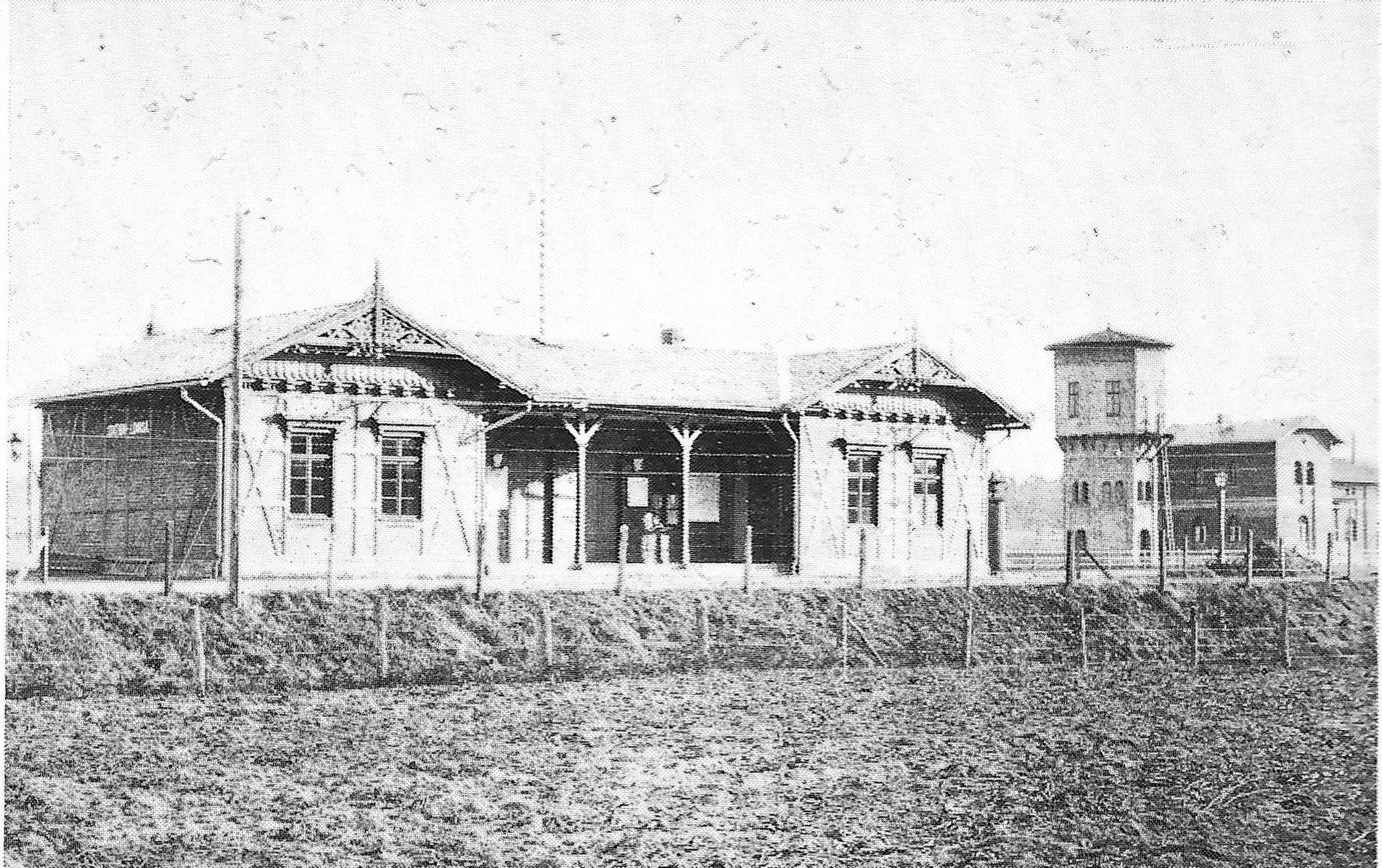
Empfangsgebäude des Bahnhofs im Eröffnungsjahr 1877

An der Stelle des späteren Bahnhofs wurde zunächst eine Abzweigstelle zwischen der Bahnstrecke Frankfurt am Main–Heidelberg und einer Verbindungskurve zum Bebraer Bahnhof an der Frankfurt-Bebraer Eisenbahn angelegt, die am 1. April 1876 in Betrieb genommen wurde. Ein Jahr später, am 15. Mai 1877, wurde an der Abzweigstelle ein Bahnhof mit einem einfachen Empfangsgebäude eingerichtet. 1885 bis 1888 wurde – bedingt durch den Bau des neuen Frankfurter Hauptgüterbahnhofs und des neuen Frankfurter Central-Bahnhofs – die nördliche Bahnhofseinfahrt von Frankfurt (Main)-Louisa entsprechend angepasst.
In Frankfurt (Main)-Louisa fuhren Personenzüge von und nach Offenbach, die den Anschluss der Reisenden an die Züge der Main-Neckar-Eisenbahn-Gesellschaft sicherstellten. Dieser Service wurde 1895 eingestellt. Nun mussten alle Reisenden auf dieser Verbindung über den Central-Bahnhof fahren. Bereits 1907 wurde ein älteres Stellwerk für die Weichen und Signale des Bahnhofs, das in einem eigenen Gebäude untergebracht war, durch ein neues ersetzt, in dem sich auch der Platz des Fahrdienstleiters befand.
Nachdem die S-Bahn-Linien S3 und S4 1997 zwischen Frankfurt (Main) Stresemannallee und Darmstadt Hauptbahnhof auf eigene Strecke in Betrieb genommen worden waren, wurde der übrige Personenverkehr in Frankfurt-Louisa eingestellt und die entsprechenden Bahnsteige in der Folge beseitigt.

## Namensherkunft
Der Name Frankfurt-Louisa bezieht sich auf das unmittelbar westlich an den früheren Bahnhof und heutigen Haltepunkt angrenzende Flurstück Louisa. Der Frankfurter Bankier und Diplomat Simon Moritz von Bethmann (1768–1828) hatte das Grundstück zu Beginn des 19. Jahrhunderts erworben und dort einen Englischen Landschaftsgarten anlegen lassen. Bethmann benannte den Park nach seiner Heirat mit der Niederländerin Louise Friederike Boode im Jahr 1810 nach seiner Ehefrau. Der Park Louisa blieb bis zum Jahr 1941 im Besitz der Familie Bethmann. 1954 wurde in der nordöstlichen Ecke des Geländes in etwa 200 Metern nördlicher Entfernung vom Haltepunkt der bis in die Gegenwart bestehende Waldspielpark Louisa eingerichtet.

## Betrieb

### S-Bahn

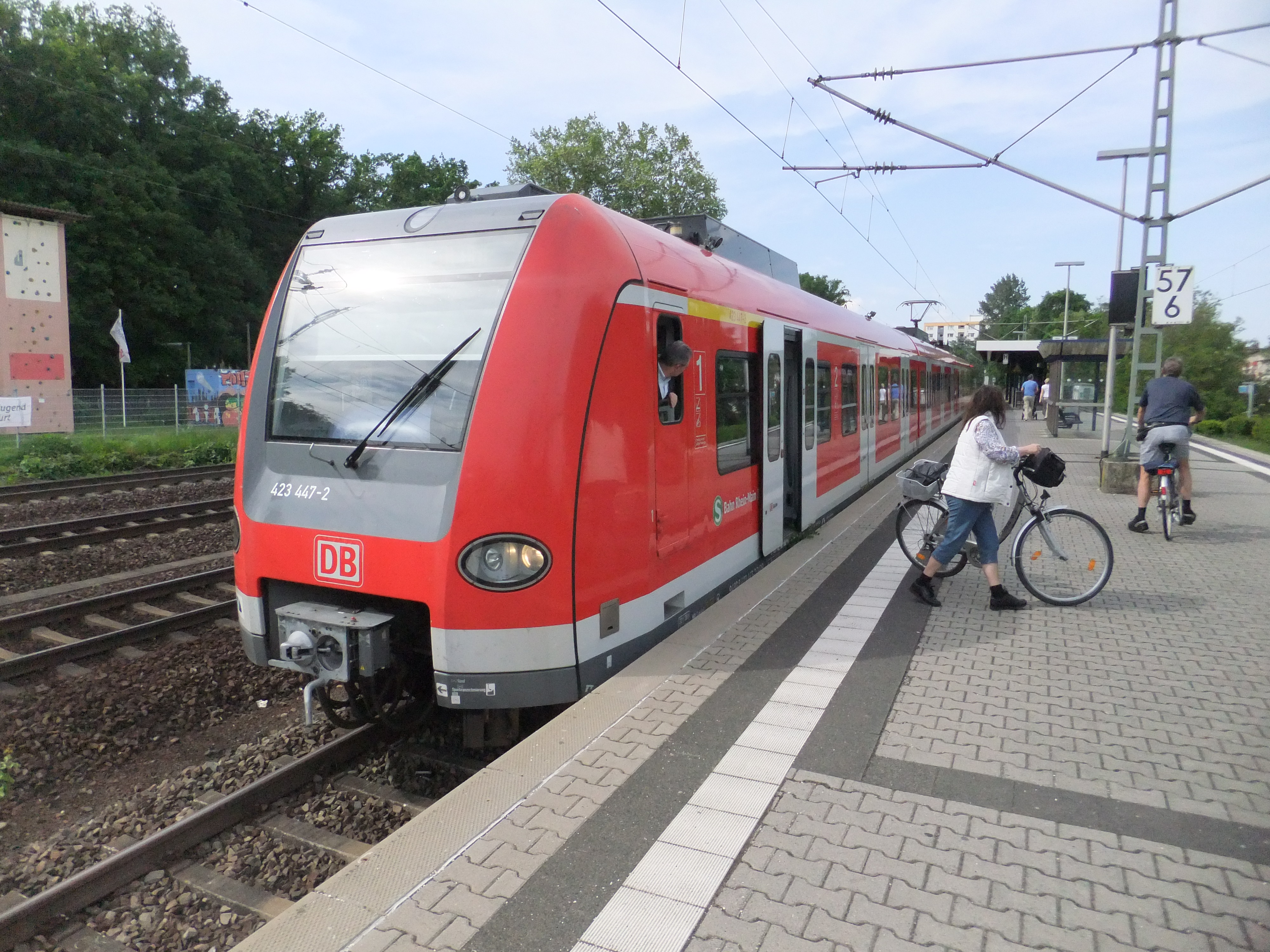
DB-Baureihe 423 als S3 im Bahnhof Frankfurt-Louisa (2012)

Angefahren wird der S-Bahnhof von der S-Bahn-Linie S6. Dafür besteht an der östlichen S-Bahn-Strecke ein Mittelbahnsteig.
| Linie | Verlauf | Takt |
| ----- | --- | --- |
| S6    | (Friedberg (Hess) – Bruchenbrücken – Nieder-Wöllstadt – Okarben –) Groß Karben – Dortelweil – Bad Vilbel – Bad Vilbel Süd – Frankfurt-Berkersheim – Frankfurt-Frankfurter Berg – Frankfurt-Eschersheim – Frankfurt-Ginnheim – Frankfurt (Main) West – Frankfurt am Main Messe – Frankfurt (Main) Galluswarte – Frankfurt (Main) Hbf tief – Frankfurt (Main) Taunusanlage – Frankfurt (Main) Hauptwache – Frankfurt (Main) Konstablerwache – Frankfurt (Main) Ostendstraße – Frankfurt (Main) Lokalbahnhof – Frankfurt (Main) Süd – Frankfurt (Main) Stresemannallee – Frankfurt-Louisa – Neu-Isenburg – Dreieich-Buchschlag – Langen Flugsicherung – Langen (Hess) (– Egelsbach – Erzhausen – Darmstadt-Wixhausen – Darmstadt-Arheilgen – Darmstadt Hbf) | 15 min (Groß Karben–Langen montags–freitags, Bad Vilbel–Langen samstags, Bad Vilbel–Frankfurt Süd sonn-/feiertags) 30 min (Friedberg–Groß Karben montags–freitags, Friedberg–Bad Vilbel samstags, sonn-/feiertags und Langen–Darmstadt werktags, Frankfurt Süd–Darmstadt sonn-/feiertags) |

Die durch den westlichen Betriebsbahnhof führenden Gleise des Güter-, Personenfern- und -nahverkehrs haben hier keine Bahnsteige. Von Süden münden die vier Gleise der Bahnstrecke Frankfurt am Main–Heidelberg und der S-Bahn-Strecke sowie eine Verbindungskurve von der Mainbahn in den Bahnhof ein. Von Norden sind das die zwei von der Main-Neckar-Brücke kommenden Gleise und ein Gleis der Verbindungskurve in Richtung des Bahnhofs Frankfurt (Main) Süd, zu dem die beiden S-Bahn-Gleise parallel liegen.

### Straßenbahn
Vor dem Bahnhof Frankfurt-Louisa hält seit dem Fahrplanwechsel 2014/2015 am 14. Dezember 2014 die Linie 17 und endet die Linie 18 der Straßenbahn Frankfurt am Main. Seitdem wird auch die zuvor ungenutzte Wendeschleife wieder bedient.
| Linie | Verlauf | Takt                                                                   |
| ----- | --- | ---------------------------------------------------------------------- |
| 17    | Rebstockbad – City West – Festhalle/Messe – Hauptbahnhof – Stresemannallee Bahnhof – Fritz-Kissel-Siedlung – Louisa Bahnhof – Neu-Isenburg Stadtgrenze    | 10 min (werktags) 7/8 min (HVZ) 15 min (sonn-/feiertags)               |
| 18    | Preungesheim Gravensteiner-Platz – Friedberger Warte – Nordend Ost – Konstablerwache – Lokalbahnhof – Südbahnhof – Fritz-Kissel-Siedlung – Louisa Bahnhof | 10 min (werktags) 7/8 min (HVZ an Schultagen) 15 min (sonn-/feiertags) |